# Imilce Viñas
Imilce Viñas   (Montevideo, 31 de desembre de 1939 - Montevideo, 13 d'agost de 2009) va ser una actriu, humorista, professora i directora de teatre uruguaiana.
Imilce Viñas va començar a endinsar-se al món de l'actuació a primerenca edat. Va tenir una destacada trajectòria en teatre i televisió entre 1957 i 1998. Va ser especialment famosa pel seu personatge en el duo de «Coquita i Doña Lola», interpretat junt amb l'actriu Laura Sánchez.
Va debutar a El Show del Mediodía junt amb Cacho de la Cruz. Es va destacar en el gènere de la comèdia, que també va conrear junt amb el seu marit, el també actor José Eduardo «Pepe» Vázquez. Amb ell va portar endavant el Café Shakespeare & Co, fins que es va veure obligada a abandonar el país durant la dictadura militar. Va buscar refugi primer a Costa Rica, on va romandre sis anys (1977-1983), i després a Mèxic, on va estar tot just un any, fins al 1985.
Amb el retorn de la democràcia a l'Uruguai, Viñas va tornar acompanyada del seu marit i va continuar endavant amb la seva tasca en el món de l'espectacle. En televisió, van participar en Telecataplum i Plop!.
Els seus personatges eren en general humils i senzills, amb els quals buscava connectar amb la població mitjana, fent-se ressò dels seus problemes i portant-los a l'escena. D'especial interès va ser el seu personatge de «Coquita», la típica veïna de barri que preparava el mate i que sempre tenia alguna cosa per explicar.
Entre els guardons que va rebre en honor de la seva trajectòria, destaquen el Florencio a la millor actriu, per la seva participació en l'obra teatral d'Arturo Fleitas, Cuatro para Chejov (1985). Torna a ser guardonada el 1992 pel seu paper dramàtic com a millor actriu de repartiment en l'obra de Neil Simon, Perdidos en Yonkers. També va fer interpretacions en el gènere de l'opereta, amb La bella Helena de Jacques Offenbach.
En els seus últims anys, es va convertir en directora i professora de teatre, arribant a dirigir la Comèdia Nacional al Teatre Solís de Montevideo. A la data de la seva mort, es trobava treballant en l'obra El suicidado, que va seguir en cartellera com a homenatge. Sobre el seu pas pel teatre, va manifestar:
| « | Fer teatre és un gran acord entre gent que vol fer el mateix i això li provoca plaer. Sempre he buscat això: que el que fes, més enllà de com es pot jutjar des del punt de vista dels gustos artístics, em provoqués plaer estètic, a través de l'adreça o de l'actuació. | » |

Va dirigir un Taller d'Art Escènic a Montevideo.
Va morir el 13 d'agost de 2009, com a conseqüència d'una fallada hepàtica provocat per un càncer de fetge que li afligia des de feia mesos.
Les seves restes van rebre sepultura al Cementiri del Nord de Montevideo.

## Adaptacions i traduccions
- Reír en uruguayo.
- Nosotros que nos queremos tanto (1996), versió de El somni d'una nit d'estiu de William Shakespeare.